# Porcelain War
Porcelain War es un documental de 2024 dirigido por Brendan Bellomo y Slava Leontyev. La película ganó el Gran Premio del Jurado en el Festival de Sundance 2024 y sigue la experiencia de artistas ucranianos que luchan contra la ocupación rusa en Ucrania.  

## Premisa
Porcelain War sigue a Slava Leontyev, Anya Stasenko y Andrey Stefanov durante la guerra en Ucrania, quienes se unen a la defensa ucraniana, con Slava trabajando como entrenador de ametralladoras. A medida que el conflicto se intensifica, Slava y Anya crean figuras de porcelana como un acto de resistencia a la guerra. La película destaca el papel del arte en tiempos de conflicto y refleja el orgullo nacional de los involucrados. La banda sonora incluye música de la banda ucraniana de folk/etno-caos DakhaBrakha, quienes donaron toda su discografía para el filme, con una escena de su actuación en vivo durante los créditos.
Las imágenes del documental capturan tanto el paisaje de Ucrania como los devastadores escombros dejados por los ataques aéreos.

## Producción
Las imágenes de guerra de Porcelain War fueron capturadas utilizando cámaras de acción GoPro y drones aéreos. Además, la película incorpora escenas de animación CGI y dibujadas a mano, creadas por la compañía polaca BluBlu Studios.